# Айкава (Наґоя)
Айка́ва (яп. 相川, あいかわ, МФА: [ai̯kawa]) — квартал в районах Темпаку та Мідорі міста Наґоя префектури Айті, Японія. Утворений 1977 року. Колишня складова кварталів Нарумі та Наруко району Мідорі. 1980 року до них було додано квартал Темпаку-Нонамі району Темпаку. Назва походить від ієрогліфів гори Айой та річки Фудзікава. Станом на 1980 рік кількість мешканців становила 449 осіб.